# Ceroctis rufimembris
Ceroctis rufimembris is een keversoort uit de familie van oliekevers (Meloidae). De wetenschappelijke naam van de soort is voor het eerst geldig gepubliceerd in 1897 door Thomas.